# Journey
A Journey egy amerikai rockegyüttes, amely 1973-ban alakult San Franciscóban. Zenéjük széles tömegbázisra alapozott, igényes és könnyen befogadható dallamos rock. Az AOR egyik legnépszerűbb és legnagyobb hatású zenekara, mely legnagyobb sikereit a 70-es/80-as évek fordulóján aratta. Slágereik nagy része ballada, melyekből az 1996-os When You Love a Womant Grammy-díjra jelölték.
Összességében 2 arany, 8 multiplatina, és egy gyémánt lemezt tudhatnak magukénak. Ezenkívül 19 kislemezük került be a Top 40-be. Az 1981-es Don't Stop Believin daluk a "legkelendőbb" az iTunes történetében, mivel több mint hárommillióan töltötték le. Az AllMusic Amerika egyik legkedveltebb (és néha gyűlöltebb) zenekarának hívta őket.
Az Egyesült Államokban 47, míg világszerte 80 millió albumot adtak el. 2000-ben kerültek be a Rock and Roll Hall of Fame-be, azaz a rock and roll halhatatlanjai közé.

## Történet

### Korai évek (1973-76)
Gregg Rolie (énekes, billentyűs, gitáros) és Neal Schon (gitáros) Carlos Santana zenekarában játszottak, mindaddig amíg a dzsessz befolyása miatt konfliktus nem támadt az együttesben. Ekkor találkoztak össze Walter Herberttel, aki szupergruppot toborzott San Francisco környéki fellépésekhez. Ross Valory (basszusgitár) korábban Steve Millernél játszott, Aynsley Dunbar pedig mindenütt, ahol dobot talált, pl.: John Mayallnál, Jeff Becknél és Frank Zappánál. George Tickner korábban kiváló stúdiózenész volt.
A Journey első fellépése a San Franciscó-i Winterlanden volt 1973 utolsó napján. A Columbia Records érdeklődését számos koncert követte. Az első, 1975 tavaszán megjelent Journey című LP visszhang nélkül maradt. Emiatt Tickner és Valory kilépett de Valory hamarosan visszatért, és a zenekar folytatta az egész éves turnézást. A következő két LP – Look Into The Future (1975) és Next (1976) – nem keltett feltűnést. Schon, Valory és Dunbar énekórákat vett, hogy a jövőben több terep nyíljon a vokális harmóniáknak. Az első három albumukat még jazz rockos és progresszív rockos hangzás jellemzett.

### Új zenei irány (1977-80)
Mivel a lemezeladások nem javultak a Columbia Records és Herbert, a menedzser egy külön énekes bevonását javasolták, akivel az eddig billentyűs/énekes Gregg Rolie megoszthatná az énektémákat. Emellett jobban erősíthetné a zenekari hangzást. Az énekes Robert Fleischman lett, és a korábbi progresszív elemekben bővelkedő stílus helyett, Boston és Foreigner típusú, könnyen emészthető rockzenére tértek át. Az átváltozott formáció turnéra indult és megírták a Wheel in the Sky című dalukat, melynek a fogadtatása továbbra is langyos volt. Így közös megegyezéssel még 1977-ben megváltak Fleischmantól. Archiválva 2010. november 27-i dátummal a Wayback Machine-ben Ősszel csatlakozott hozzájuk Steve Perry, mint új énekes, aki kiváló és tiszta tenor hanggal rendelkezett.
A már vele készült, és 1978-ban megjelent Infinity LP-t tartják sokan a Journey első igazi bemutatkozásának. Rolie erőteljes szintetizátorfutamai, Perry nagy hatású kiváló hangja, és Neal Schon egyedi és kiemelkedően dallamos játéka meg is hozta a várt sikert: a végül platinalemezzé vált Infinity egészen a 24. helyig jutott az amerikai albumlistán. A lemezről a Lights (#68 U.S.) és a Wheel in the Sky aratta a legnagyobb sikert. Az anyag azóta az Amerikai Egyesült Államokban 3 millió példányban kelt el. A lemezkiadást követő fellépéseken a véget nem érő szólókat kötöttebb forma váltotta fel. Ez a korlátozás nem felelt meg Dunbarnak, ezért távozott. Helyére Steve Smith (ő korábban már játszott az Infinity turné kezdetén szereplő Ronnie Montrose-zal) került, aki a Berklee College of Music-ot kijárt, képzett jazz rock dobos volt. Aynsley Dunbar ezt követően a Jefferson Starshipbe lépett be.
Az új felállással Los Angelesbe vonultak, hogy rögzítsék a következő, sorban az ötödik nagylemezüket. Az album Evolution címmel 1979 áprilisában jelent meg. Az új anyag az elődjénél is sikeresebb lett, a Billboard 200-as listáján a 20. helyen indított. A lemez legsikeresebb dala a kislemezként is megjelent Lovin', Touchin', Squeezin(# 16) lett. Ez volt az első Top 20 slágerük. A folytatás hamar érkezett, az 1980 márciusában megjelent Departure képében. Az album 8. lett a Billboard listáján, a rajta szereplő Any Way You Want It dal pedig (#23) lett. Csakúgy mint elődje a Departure is tripla platinalemez lett. A lemezt bemutató turné hanganyagából, 1981 februárjában megjelent egy koncertlemez Captured címmel.
Gregg Rolie még 1980-ban elhagyta a zenekart, helyére Stevie "Keys" Roseman került, mint session billentyűs. Ő már a Captured koncertlemezen is hallható volt, mégpedig a The Party's Over (Hopelessly In Love) című számban. Stevie azonban hamar távozott, így Jonathan Cain került a helyére, aki a mai napig a zenekar tagja. A zenekar előélete iránti megnövekedett érdeklődés szülte az In the Beginning LP-t, mely 1980-ban jelent meg, és egy válogatás a korai évekből.

### A legnagyobb sikerek évei (1981-83)
1981 júliusában kiadták nyolcadik, Escape című albumukat. A lemez minden korábbi anyaguknál sikeresebb lett, mára csak az Egyesült Államokban több mint 9 millió példány fogyott belőle. Így ez a legsikeresebb stúdióalbumuk. A lemezről három szám is – Don't Stop Believin' (#9), Who's Crying Now (#4), Open Arms (#2) – bekerült a Top 10-be. A Who's Crying Now megírásában Jonathan Cain is részt vett, bizonyítván dalszerzői képességeit. A turné során két alkalommal is felléptek Houstonban, ahol az 1981. november 6-ai koncertet az MTV számára rögzítették. Kihasználván a sikert a zenekar rádióreklámhoz, és videojátékokhoz adta a nevét. Ugyanakkor a kritikák nem voltak mindenhol pozitívak, Dave Marsh a Rolling Stone kritikusa alacsony pontszámmal jutalmazta az Escape lemezt, és minden idők egyik legrosszabb albumának nevezte.
A turnét követően a Berkeley-beli Fantasy stúdióba vonultak, hogy rögzítsék a következő lemezüket. Nyolcadik albumuk Frontiers címmel jelent meg, 1983 februárjában. A Billboard listáján a 2. helyen nyitott, és 6x platinalemez lett. A lemezről négy dal is bekerült a Top 40-be, közülük a Separate Ways (Worlds Apart) 8., a Faithfully 2., a Send Her My Love és az After the Fall pedig 23.-ak lettek. Ekkoriban a Journey az egyik legtöbbet turnézó együttesnek számított. A Frontiers lemezt népszerűsítő stadionturnén az NFL Films-szel szerződtek, akik dokumentálták a turné eseményeit. Ezekből a felvételekből jelent meg 1984-ben a Frontiers and Beyond című videójuk, melyen láthatók felvételek a JFK stadionban adott koncertjükről is, ahol több mint 80.000 rajongó előtt léptek fel.

### A következő 10 év (1984-94)
Miután véget ért a Frontiers stadionturnéja, a zenekar úgy döntött, hogy hosszabb pihenőt iktat be. Így Steve Perry szólókalandokba bocsátkozott, jelesen Jan Hammerrel és Sammy Hagarrel. Perry különmunkája Kenny Logginsszal a Don't Fight It kislemez és a Street Talk szóló LP, amelyről az Oh Sherrie 3. lett az USA listán. Ezen kívül Neal Schon is különböző projektekbe fogott. 1985-ben megjelentették a Vision Quest című filmhez az Only the Young dalukat, a Two of a Kind című filmhez pedig az Ask the Lonelyt. Ezek a számok még a Frontiers lemezhez készültek eredetileg. Az "Only the Young" 9. lett a Billboard Hot 100-on.
1986-ban szintén a Berkeley-beli Fantasy stúdióba vonultak, hogy rögzítsék a következő albumot. Ross Valory basszusgitáros és Steve Smith dobos még a felvételek előtt, illetve közben távoztak (Steve három dal dobtémáit még feljátszotta), zenei és szakmai különbségekre hivatkozva. Őket két stúdiózenésszel pótolták: Randy Jackson lett a basszusgitáros, míg Larrie Londin a dobos. A lemez végül Raised on Radio címmel jelent meg 1986 májusában. A lemezt csak Schon , Perry és Cain jegyezte. 2 millió példány kelt el belőle, és 4 dal bekerült róla a Top 20-ba (Be Good to Yourself (# 9), I'll Be Alright Without You (14 #), Girl Can't Help It, és Suzanne, mindkettő: 17#). A turnén már Mike Baird ült a dobok mögött. Az MTV készített a zenekarról egy dokumentumfilmet, ahol az akkori tagok interjúi mellett, egy koncertfelvétel is szerepet kapott, melyet a Mountain Aire Festival-on adtak. Ezt követően azonban a Journey pályája elakadt, és Perry állandó szólóelfoglaltságai miatt nem is indult be egy darabig, azaz 1987-ben feloszlottak.
Neal Schon és Jonathan Cain John Waite, Ricky Phillips és Deen Castronovo társaságában megalapította a Bad English zenekart 1988-ban. Steve Smith Vital Information és Steps Ahead nevezetű jazz zenekaraira koncentrált, majd 1990-ben Ross Valory és Gregg Rolie társaságában megalapította a The Storm AOR együttest, ahol Kevin Chalfant lett az énekes Josh Ramos pedig a gitáros.
1987 és 1995 között a Columbia Records három válogatást dobott a piacra, melyből az 1988-as Greatest Hits a zenekar legnagyobb példányszámban elkelt kiadványa lett. A RIAA adatai szerint csak az Egyesült Államokban több mint 15 millió db-ot adtak el belőle, így gyémántlemez minősítést kapott. Évente 500.000 – 1 millió példány fogy belőle, és egy 2008. decemberi adat szerint a 6. legkelendőbb greatest hits album volt az USA-ban.

### Újraegyesülés (1995-97)
1991-ben Perry, Schon, és Cain újra együtt lépett fel a "Faithfully" és "Lights" dalokkal, egy Bill Graham promoter által lekötött koncert erejéig.
1995-ben aztán Schon és Smith újrakezdte először Kevin Chalfant énekessel. Hamarosan azonban sikerült megállapodniuk Perryvel, hogy folytassák vele, azzal a feltétellel, hogy új menedzsmentet választanak. Így kirúgták Herbie Herbertet, és az az Irving Azoff lett a menedzserük, aki korábban az Eaglesszel dolgozott.
1995-ben a klasszikus felállás (Perry, Schon, Cain, Valory, és Smith) állt össze, és megkezdték a visszatérő album stúdiómunkálatait. 1996 nyarán meg is jelent a Trial by Fire című album, mely a Billboard 200as listáján a 3. helyen debütált, és platinalemez lett. A lemezről a When You Love a Woman ballada #12 helyezett lett, és jelölték Grammy díjra a legjobb pop teljesítmény kategóriában. Emellett további három dal került be a Top 40-be (Message of Love: #18, Can't Tame the Lion: #33, és If He Should Break Your Heart: #38).
1997-ben Perrynek megsérült a csípője, így a turnét félbe kellett szakítaniuk. A sérülés miatt az énekesnek műtétre volt szüksége, de mivel nem vetette alá magát az operációnak a többiek 1998-ban úgy döntöttek, hogy új énekest keresnek. Ekkorra a dobos Steve Smith elhagyta a zenekart.

### 1998-2006
1998-ban Steve helyét Deen Castronovo töltötte be, aki korábban már zenélt együtt Schonnal és Cainnel a Bad Englishben. Emellett megfordult a Hardlineba is. Az új énekes pedig Steve Augeri lett, aki korábban a Tyketto és a Tall Stories együttesekben szerepelt. Ugyanebben az évben – már Steve Augeri és Deen Castronovo-val – rögzítették a Remember Me dalukat az Armageddon című filmhez. 1999-ben elkezdtek dolgozni következő lemezükön, mely Japánban 2000-ben, míg a világ többi táján 2001-ben jelent meg Arrival címmel. A lemez a Billboard listáján csak az 56. lett, és aranylemez sem lett belőle. 2002-ben kiadtak egy Red 13 című EP-t, melynek vörös borítóját a rajongók választhatták meg.
A sikeres koncertek után 2005-ben a zenekart beválasztották a Rock and Roll Hall of Fame-be. 2005-ben 30 éves jubileumi turnéra indultak (az első album 75-ös megjelenése okán), és közben dolgoztak a következő lemezen. 12.-ik albumuk 2005. nyarának végén jelent meg Generations címmel. A lemezt már a Sanctuary Records jelentette meg, és a Billboard listáján a 170. helyen nyitott. Csakúgy mint elődje ez sem fogyott különösebben jól. A remek kritikákban részesült album érdekessége, hogy minden tag énekel legalább egy dalt.

### 2006-napjainkig
2006 júliusában a Def Leppard társaságában bonyolítottak le egy sikeres koncertkörutat. Ezen a turnén azonban nem Steve Augeri énekelt a csapat frontján, mivel krónikus fertőzés támadta meg a torkát. Helyére Jeff Scott Soto került, aki korábban a Talisman, és Yngwie J. Malmsteen mellett szerzett hírnevet magának. Hivatalosan 2006 decemberében jelentették be új énekesként.
2007. június 12-én azonban kitették Jeff Scott Sotot, mivel egy új irányba kívántak elmozdulni.
Decemberben a filipino származású Arnel Pineda lett az új énekesük, akit Neal Schon a YouTubeon fedezett fel, amint egy The Zoo nevű tribute csapattal Journey dalokat énekel. Az új énekes elsőként egy chilei koncerten debütált 2008 februárjában.
Az új énekessel megerősített zenekar 2008 júniusában jelentette meg Revelation című albumát, mely a Billboard 200-as listáján az 5. helyen debütált és platinalemez lett. Az első két héten 196 000 darabot adtak el belőle, és hat héten át tartózkodott a Top 20-ban. A lemezt Amerikában a Nomota LLC, míg Európában a Frontiers kiadó jelentette meg. Az albumról kislemezként megjelent After All These Years több mint 23 héten át tanyázott a 9. helyen. A nyári turné a Heart és a Cheap Trick zenekarok társaságában ment végbe, mely az év egyik legsikeresebb körútja lett, 35 millió dolláros bevétellel.
2010. április 19-én Kevin Shirley neves producer bejelentette, hogy készülődnek a 14. stúdióalbum felvételei, mely várhatóan 2011 elején fog megjelenni. Úgytűnik Perry már a múlté. Ettől függetlenül a zenekar a mai napig megőrizte töretlen népszerűségét. Lemezeik ma is felkerülnek a listák élére, és rendre telt házas arénaturnékat bonyolítanak le.

## Diszkográfia

### Stúdióalbumok
| Év   | Album megjelenése                              | Pozíció | Pozíció  | Pozíció   | Pozíció | Pozíció | Pozíció | Pozíció | Pozíció | Státusz              |
| Év   | Album megjelenése                              | USA     | USA Rock | USA Indie | Norvég  | Svéd    | SWI     | NL      | Anglia  |                      |
| ---- | ---------------------------------------------- | ------- | -------- | --------- | ------- | ------- | ------- | ------- | ------- | -------------------- |
| 1975 | Journey - Kiadó: Columbia Records              | 138     | —        | —         | —       | —       | —       | —       | —       |                      |
| 1976 | Look into the Future - Kiadó: Columbia Records | 100     | —        | —         | —       | —       | —       | —       | —       |                      |
| 1977 | Next - Kiadó: Columbia Records                 | 85      | —        | —         | —       | 47      | —       | —       | —       |                      |
| 1978 | Infinity - Kiadó: Columbia Records             | 21      | —        | —         | —       | 37      | —       | —       | —       | - Kanada: Arany      |
| 1979 | Evolution - Kiadó: Columbia Records            | 20      | —        | —         | —       | 36      | —       | —       | 100     | - Kanada: Arany      |
| 1980 | Departure - Kiadó: Columbia Records            | 8       | —        | —         | —       | —       | —       | —       | —       | - USA: 3x Platina    |
| 1981 | Escape - Kiadó: Columbia Records               | 1       | —        | —         | —       | —       | —       | —       | 32      | - Kanada: 3x Platina |
| 1983 | Frontiers - Kiadó: Columbia Records            | 2       | —        | —         | 12      | 21      | —       | —       | 6       | - Kanada: Platina    |
| 1986 | Raised on Radio - Kiadó: Columbia Records      | 4       | —        | —         | —       | 16      | 26      | —       | 22      | - Kanada: Arany      |
| 1996 | Trial by Fire - Kiadó: Columbia Records        | 3       | —        | —         | —       | 24      | —       | 89      | —       | - Kanada: Arany      |
| 2001 | Arrival - Kiadó: Columbia Records              | 56      | —        | —         | —       | —       | —       | —       | —       |                      |
| 2005 | Generations - Kiadó: Sanctuary Records         | 170     | —        | —         | —       | 39      | —       | —       | —       |                      |
| 2008 | Revelation - Kiadó: Nomota Records             | 5       | 2        | 1         | —       | 28      | 89      | 51      | 68      | - Kanada: Arany      |
| 2011 | Eclipse - Kiadó: Frontiers Records             | 13      | —        |           |         | —       |         |         | 33      |                      |

### Válogatások
| Év   | Album                                             | Pozíció | Státusz                           |
| Év   | Album                                             | USA     | Státusz                           |
| ---- | ------------------------------------------------- | ------- | --------------------------------- |
| 1980 | In the Beginning - Kiadó: Columbia Records        | —       |                                   |
| 1980 | Dream, After Dream (soundtrack) - Kiadó: Columbia | —       |                                   |
| 1981 | Captured (élő) - Kiadó: Columbia                  | 9       | - RIAA: 2x Platina                |
| 1988 | Greatest Hits - Kiadó: Columbia                   | 8       | - RIAA: 15x Platina - CRIA: Arany |
| 1991 | The Ballade - Kiadó: Columbia                     | —       |                                   |
| 1992 | Time3 - Kiadó: Columbia                           | 90      | - RIAA: Arany                     |
| 1998 | Greatest Hits Live (live) - Kiadó: Columbia       | 79      | - RIAA: Arany                     |
| 2001 | The Journey Continues - Kiadó: Columbia           | —       |                                   |
| 2001 | The Essential Journey - Kiadó: Columbia           | 47      | - RIAA: Platina                   |
| 2002 | Red 13 (EP) - Kiadó: Journey Music                | —       |                                   |

## Kislemezek
| 1975                                    | "Of a Lifetime"                         | —  | —  | —  | —  | Journey                    |
| 1975                                    | "In My Lonely Feeling"                  | —  | —  | —  | —  | Journey                    |
| 1975                                    | "Mystery Mountain"                      | —  | —  | —  | —  | Journey                    |
| 1976                                    | "Midnight Dreamer"                      | —  | —  | —  | —  | Look into the Future       |
| 1976                                    | "On a Saturday Nite"                    | —  | —  | —  | —  | Look into the Future       |
| 1976                                    | "I'm Gonna Leave You"                   | —  | —  | —  | —  | Look into the Future       |
| 1976                                    | "Anyway"                                | —  | —  | —  | —  | Look into the Future       |
| 1977                                    | "Look into the Future"                  | —  | —  | —  | —  | Look into the Future       |
| 1977                                    | "Spaceman"                              | —  | —  | —  | —  | Next                       |
| 1977                                    | "People"                                | —  | —  | —  | —  | Next                       |
| 1977                                    | "Nickel and Dime"                       | —  | —  | —  | —  | Next                       |
| 1977                                    | "I Would Find You"                      | —  | —  | —  | —  | Next                       |
| 1978                                    | "Wheel in the Sky"                      | 57 | —  | —  | —  | Infinity                   |
| 1978                                    | "Feeling That Way"/"Anytime"            | 83 | —  | —  | —  | Infinity                   |
| 1978                                    | "Lights"                                | 68 | —  | —  | —  | Infinity                   |
| 1979                                    | "Just the Same Way"                     | 58 | —  | —  | —  | Evolution                  |
| 1979                                    | "Lovin', Touchin', Squeezin'"           | 16 | —  | —  | —  | Evolution                  |
| 1979                                    | "Lovin' You is Easy"                    | —  | —  | —  | —  | Evolution                  |
| 1980                                    | "Too Late"                              | 70 | —  | —  | —  | Evolution                  |
| 1980                                    | "Any Way You Want It"                   | 23 | —  | —  | —  | Departure                  |
| 1980                                    | "Walks Like a Lady"                     | 32 | —  | —  | —  | Departure                  |
| 1980                                    | "Good Morning Girl"/"Stay Awhile"       | 55 | —  | —  | —  | Departure                  |
| 1981                                    | "The Party's Over (Hopelessly in Love)" | 34 | 2  | —  | —  | Captured                   |
| 1981                                    | "Who's Crying Now"                      | 4  | 4  | —  | 46 | Escape                     |
| 1981                                    | "Stone in Love"                         | —  | 13 | —  | —  | Escape                     |
| 1981                                    | "Don't Stop Believing"                  | 9  | 8  | —  | 62 | Escape                     |
| 1982                                    | "Open Arms"                             | 2  | 36 | 7  | —  | Escape                     |
| 1982                                    | "Still They Ride"                       | 19 | 47 | 37 | —  | Escape                     |
| 1982                                    | "Only Solutions"                        | —  | 22 | —  | —  | Tron (soundtrack)          |
| 1983                                    | "Separate Ways (Worlds Apart)"          | 8  | 1  | —  | —  | Frontiers                  |
| 1983                                    | "Faithfully"                            | 12 | —  | 24 | —  | Frontiers                  |
| 1983                                    | "Send Her My Love"                      | 23 | —  | 27 | —  | Frontiers                  |
| 1983                                    | "After the Fall"                        | 23 | 30 | —  | —  | Frontiers                  |
| 1983                                    | "Ask the Lonely"                        | —  | —  | —  | —  | Two of a Kind (soundtrack) |
| 1984                                    | "Chain Reaction"                        | —  | —  | —  | —  | Frontiers                  |
| 1985                                    | "Only the Young"                        | 9  | 3  | —  | —  | Vision Quest (soundtrack)  |
| 1986                                    | "Be Good to Yourself"                   | 9  | 2  | —  | —  | Raised on Radio            |
| 1986                                    | "Suzanne"                               | 17 | 11 | —  | —  | Raised on Radio            |
| 1986                                    | "Girl Can't Help It"                    | 17 | 9  | —  | —  | Raised on Radio            |
| 1987                                    | "I'll Be Alright Without You"           | 14 | 26 | 7  | —  | Raised on Radio            |
| 1987                                    | "Why Can't This Night Go on Forever"    | 60 | —  | 24 | —  | Raised on Radio            |
| 1989                                    | "Who's Crying Now"                      | —  | —  | —  | —  | Non-album song             |
| 1993                                    | "Lights" (live)                         | 74 | —  | 30 | —  | Time3                      |
| 1996                                    | "When You Love a Woman"                 | 12 | —  | 1  | —  | Trial by Fire              |
| 1996                                    | "Message of Love"                       | —  | 18 | —  | —  | Trial by Fire              |
| 1996                                    | "Can't Tame the Lion"                   | —  | 33 | —  | —  | Trial by Fire              |
| 1996                                    | "If He Should Break Your Heart"         | —  | —  | 21 | —  | Trial by Fire              |
| 2001                                    | "Higher Place"                          | —  | —  | —  | —  | Arrival                    |
| 2001                                    | "All the Way"                           | —  | —  | 22 | —  | Arrival                    |
| 2001                                    | "With Your Love"                        | —  | —  | —  | —  | Arrival                    |
| 2005                                    | "The Place in Your Heart"               | —  | —  | —  | —  | Generations                |
| 2008                                    | "After All These Years"                 | —  | —  | 9  | —  | Revelation                 |
| 2008                                    | "Never Walk Away"                       | —  | —  | —  | —  | Revelation                 |
| 2008                                    | "Where Did I Lose Your Love"            | —  | —  | 19 | —  | Revelation                 |
| "—" denotes releases that did not chart |                                         |    |    |    |    |                            |

## Filmzene
| Év   | Cím                                                                          |
| ---- | ---------------------------------------------------------------------------- |
| 1980 | Dream, After Dream - (Journey soundtrack album)                              |
| 1980 | Caddyshack - "Any Way You Want It"                                           |
| 1981 | Heavy Metal Soundtrack - "Open Arms"                                         |
| 1982 | The Last American Virgin Soundtrack - "Open Arms"                            |
| 1982 | Tron Soundtrack - "Only Solutions" - "1990s Theme"                           |
| 1983 | Two of a Kind Soundtrack - "Ask the Lonely"                                  |
| 1983 | Risky Business Soundtrack - "After the Fall"                                 |
| 1984 | Vision Quest Soundtrack - "Only the Young"                                   |
| 1987 | White Water Summer - "Be Good to Yourself"                                   |
| 1987 | North Shore - "Happy to Give"                                                |
| 1998 | The Wedding Singer Soundtrack - "Don't Stop Believin'"                       |
| 1998 | Armageddon: The Album (4x Platinum) - "Remember Me"                          |
| 2003 | Scrubs - "Don't Stop Believin'"                                              |
| 2003 | Charlie's Angels: Full Throttle Soundtrack - "Any Way You Want It"           |
| 2004 | Monster (2004) (film only; not soundtrack) - "Don't Stop Believin'"          |
| 2005 | Family Guy sang by cast during "Don't Make Me Over" - "Don't Stop Believin'" |
| 2006 | Talladega Nights - "Faithfully"                                              |
| 2006 | The Sopranos series finale - "Don't Stop Believin'"                          |
| 2007 | I Now Pronounce You Chuck and Larry - "Open Arms"                            |
| 2008 | Yes Man - "Separate Ways (Worlds Apart)"                                     |
| 2008 | Bedtime Stories - "Don't Stop Believin'"                                     |

## Videók
| Év   | Cím                                   | Státusz    |
| ---- | ------------------------------------- | ---------- |
| 1984 | Frontiers and Beyond                  | —          |
| 2001 | Journey 2001                          | Platina    |
| 2003 | Greatest Hits 1978-1997               | 4x Platina |
| 2005 | Live in Houston 1981: The Escape Tour | Platina    |
| 2008 | Revelation                            | Platina    |
| 2009 | Journey: Live in Manila               | —          |

### Koncertlemezek
| Év   | Cím                                                             | Pozíció       | Pozíció     | Pozíció                    | Státusz                                                                                                   |
| Év   | Cím                                                             | Billboard 200 | Oricon\|JPN | Canadian Albums Chart\|CAN | Státusz                                                                                                   |
| ---- | --------------------------------------------------------------- | ------------- | ----------- | -------------------------- | --- |
| 1981 | Captured - Kiadó: Columbia Records                              | 9             | 75          | 9                          | - Recording Industry Association of America: 2× Platinum - Recording Industry Association of Japan: 3,320 |
| 1998 | Greatest Hits Live - Kiadó: Columbia Records                    | 79            | 40          | —                          | - USA: Arany 850,000+ - Japán: 15,000                                                                     |
| 2005 | Live in Houston 1981: The Escape Tour - Kiadó: Columbia Records | —             | —           | —                          | - USA: Platina                                                                                            |

1983.januar 1. Journey on tour Frontiers

## Tagok

### Jelenlegi tagok
| Név             | Hangszer                        | Év                        |
| --------------- | ------------------------------- | ------------------------- |
| Jonathan Cain   | Billentyűsük Gitár Ének         | 1980-napjainkig           |
| Deen Castronovo | Dob Percussion Vokál            | 1998-napjainkig           |
| Arnel Pineda    | Szóló ének                      | 2007-napjainkig           |
| Neal Schon      | Szólógitár Ritmusgitár Vokál    | 1973-napjainkig           |
| Ross Valory     | Basszusgitár Billentyűsök Vokál | 1973-1985 1995-napjainkig |

### Korábbi tagok
| Név               | Hangszer                                               | Év                  |
| ----------------- | ------------------------------------------------------ | ------------------- |
| Steve Augeri      | Szólóének Ritmusgitár (turnékon)                       | 1998-2006           |
| Mike Baird        | Dob (turnékon) Percussion (turnékon)                   | 1986-1987           |
| Aynsley Dunbar    | Dob Percussion                                         | 1974-1978           |
| Robert Fleischman | Szólóének                                              | 1977                |
| Bob Glaub         | Basszusgitár (stúdióban)                               | 1986                |
| Randy Jackson     | Basszusgitár háttérvokál                               | 1985-1987           |
| Larrie Londin     | Dob (stúdióban) Percussion (stúdióban)                 | 1985-1986           |
| Steve Perry       | Szóló ének                                             | 1977-1998           |
| Prairie Prince    | Dob (turnékon) Percussion (turnékon)                   | 1973-1974           |
| Gregg Rolie       | Billentyűs hangszerek Harmonika Szóló ének háttérvokál | 1973-1980           |
| Stevie Roseman    | Billentyűsök (stúdióban)                               | 1980                |
| Steve Smith       | Dob Percussion háttérvokál                             | 1978-1985 1995-1998 |
| Jeff Scott Soto   | Szólóének (turnén)                                     | 2006-2007           |
| George Tickner    | Ritmusgitár                                            | 1973-1975           |